# Nikos Zīsīs
Nikolaos Zīsīs, detto Nikos (in greco Νικόλαος "Νίκος" Ζήσης?; Salonicco, 16 agosto 1983), è un ex cestista greco Dal 2005 al 2007 ha giocato in Serie A con la squadra Benetton Treviso e, successivamente, dal 2009 al 2012 ha giocato nella Mens Sana Basket a Siena vincendo 3 Campionati Italiani consecutivi.

## Carriera

### Club
Ha iniziato la sua carriera nel 1996 nelle file della squadra della sua città: il Salonicco. All'età di 17 anni, si trasferisce ad Atene, all'AEK. Nel 2005 arriva in Italia e alla Benetton Treviso. Nel 2007 accetta una sostanziosa offerta del CSKA Mosca e si trasferisce in Russia insieme al suo compagno di team Marcus Goree. Nel luglio 2009 tornò in Italia per firmare un contratto biennale, con il Montepaschi Siena. Il 3 luglio 2012 firma un contratto di un anno con opzione per il secondo con la squadra basca del Bilbao Berri. Il 5 luglio 2013 viene ingaggiato dall'UNICS Kazan'.. Il 29 dicembre 2014 passa al Fenerbahçe Ülker.

### Nazionale
La sua prima apparizione con la maglia della nazionale greca avvenne il 3 settembre 2001 a Tunisi in occasione dei giochi del Mediterraneo. 
Zīsīs è risultato il miglior marcatore della Grecia ai campionati europei del 2005 svoltisi in Serbia e Montenegro, con una media di 10,6 punti a partita.
Zīsīs ha collezionato ha conquistato molti titoli, tra questi la medaglia d'argento al campionato del mondo del 2006, quelle d'oro al campionato europeo nel 2005 e al campionato europeo Under-20 nel 2002.
Nel 2005 fu nominato miglior giovane europeo dell'anno dalla FIBA Europe.

## Curiosità
Durante le gare ufficiali Nikolaos riuscì a segnare una "striscia consecutiva" di 29 tiri liberi. Il record personale si interruppe il 3 giugno 2010.

## Palmarès

### Club

#### Competizioni nazionali
- Campionato greco: 1

AEK Atene: 2001-02
- Campionato italiano: 3

Pallacanestro Treviso: 2005-06
Mens Sana Siena: 2009-10, 2010-11
- Campionato italiano: 1 (revocato)

Mens Sana Siena: 2011-12
- Campionato russo: 2

CSKA Mosca: 2007-08, 2008-09
- Campionato tedesco: 2

Brose Bamberg: 2015-16, 2016-17
- Coppa di Grecia: 2

AEK Atene: 2000-01, 2019-20
- Coppa Italia: 3

Pall. Treviso: 2007
Mens Sana Siena: 2010, 2011
- Coppa Italia: 1 (revocato)

Mens Sana Siena: 2012
- Coppa di Russia: 1

UNICS Kazan: 2013-14
- Coppa di Germania: 2

Brose Bamberg: 2017, 2018-19
- Supercoppa italiana: 4

Pallacanestro Treviso: 2006
Mens Sana Siena: 2009, 2010, 2011
- Supercoppa tedesca: 1

Brose Bamberg: 2015

#### Competizioni internazionali
- Eurolega: 1

CSKA Mosca: 2007-08
- VTB United League: 1

CSKA Mosca: 2008

### Individuale
- FIBA Europe Young Men's Player of the Year Award: 1

2005
- MVP Coppa di Germania: 1

Brose Bamberg: 2018-19
- MVP Coppa di Grecia: 1

AEK Atene: 2019-20